# في منزل الوحي
في منزل الوحي  كتاب للكاتب المصري محمد حسين هيكل (1888 - 1956) صدرت طبعته الأولى في عام 1936 عن دار المعارف في 540 صفحة.
يقدم الكاتب لنا وثيقة تاريخية وأدبية وفيرة بما تحمله من معان جمة، وروحانيات عالية، تسمو بالنفس لتطوف بها حيثُ طاف النبي وصحبه. يحمل لنا كثيرًا من المعاني التي جاشت في خاطره أثناء زيارته لمهبط الوحي وموطن الرسالة المحمدية، فكانت خواطر مليئة بالإيمان.

## محتوى الكتاب
تقديم الكتاب
الكتاب الأول: فرض الحج
عزم السفر - بين المَرْفَأَين - العمرة بمكة - وقفة عرفات - أيام التشريق
الكتاب الثاني: البلد الحرام
مكة الحديثة - ابن السعود بمكة - الجمعة في الحرم - في جوف الكعبة - آثار مكة - في غار حراء - في غار ثور - ظاهر مكة
الكتاب الثالث: الطائف وآثارها
طريق الطائف – الطائف - بادية الطائف - أسواق العرب
الكتاب الرابع: بين الحرمين
طواف الوداع - طريق المدينة - وحي المدينة
الكتاب الخامس: مدينة الرسول
في المسجد النبوي - المدينة الحديثة - آثار المدينة - جَنَّة البَقِيع - على قبر حمزة - أمام الحجرة النبوية - ظاهر المدينة - زيارة الوداع
الكتاب السادس: أَوْبَة الرضا
بدر وشهداؤها - أَوْبَة الرِّضا
خاتمة الكتاب 

## تقديم الكتاب
ثلاثمائة مليون من المسلمين أو يزيدون تهفو قلوبهم جميعا إلى منزل الوحي، ويهزهم الحنين إليه، يولون وجوههم شطره خمس مرات كل يوم أينما أقاموا الصلاة، وإلى البيت العتيق تهوي أفئدتهم رغبة في أداء فريضة الحج، وإلى قبر الرسول النبي العربي يحثهم الشوق ابتغاء زيارته، ومنهم من يَود لو يقف عند كل مكان وقف فيه الرسول ليتمتع ما وسعه المتاع بما توحيه هذه المواقف من جلال روحي خلُقي وإنساني يأخذ بمجامع النفس، ومنهم من يدعوه تطلعه العلمي إلى البحث عن أسرار هذه البيئة العربية التي اختارها القدر، فجعل منها منزل الوحي بالتوحيد إلى محمد عبد الله ورسوله في أكثر صور التوحيد سُمٍّوا وصفاءً: ماذا كانت قبل الرسالة؟ وكيف كانت حياة الرسول؟ وإلام صارت على توالي العصور؟
بلاد ذلك مبلغها من عناية العالم بها جديرة بأن تتعلق بها أفئدة الكتَّاب والشعراء والمؤرخين والعلماء، تتلمس أسرارها وتستلهم من روحها، وهي لا ريب قد استوقفت منهم كثريين من أهل الأمم المختلفة، بل لقد استوقفت كثريين من غير المسلمين في مختلف العصور وفي عصرنا الحاضر، على أن ما تحتفظ به من تراث دائم الجَّدة، بالغ غاية الدقة في تشعبه خلال التاريخ واتصاله بأرجاء العالم المختلفة، قد حال بين طائفة من الأدباء والشعراء والباحثين وبين التنقيب في كنوز هذا التراث، وذلك لما لها في نفوس الباحثين المسلمين من قداسة روحية تصدهم عن الغوص فيها إلى غاية أعماقها، ولما يغيب من أسرارها عن غير المسلمين بسبب هذه القداسة الروحية ذاتها، هذا إلى أن ما صارت إليه بلاد العرب منذ قرون طويلة من تأخري واضمحلال قد لوى الكثريين عنها، ومال بهم عن التفكير في أمرها، شأن الناس إذ يرغبون عن كل ما انطفأ بريقه، وإن حوى في طياته أثمن النفائس؛ ومن ثم قل ما كتب عن بلاد النبي العربي في القرون الأخرية مما له قيمة علمية تكشف الغطاء عن حقيقة هذه البلاد واختيار القدر إياها للوحي والرسالة على نحو يُقنع تفكير هذا العصر، وكان ما كتبه العلماء الأجانب بعيدا عن تناول الظاهرة الروحية التي تغير لها وجه التاريخ منذ أربعة عشر قرنًا، والتي ستظل عاملا خالد الأثر في حياة العالم ما كان للقوة الروحية في توجيه العالم أثر وسلطان.
ولقد حرصت على أن أقف ما استطعت عند البحوث التي تناولت بلاد العرب من هذه الناحية، منذ بدأت أكتب السيرة وأنشرها تباعا في فصول كتابي «حياة محمد»، ولقد وفِّقت لبعض ما أردت في الكتب العربية التي كتبت في العصور الإسلامية الأولى، وفيما كتب بالعربية من بحوث في هذه العصور الأخرية، كما وفِّقت لناحية أخرى منه فيما كتبه علماء الغرب ورجال الرحلات فيه، لكنني شعرت آخر الأمر بأنني سأظل ينقصني جوهر ما أبحث عنه إذا أنا لم أذهب إلى بلاد النبي العربي بنفسي، ولم أقف حيث وقف في أدق ما مر به أثناء حياته، ولم أمهد لذلك بأن أحيط - في حدود الطاقة - بالبيئة العامة التي نشأ فيها، وإنما كنت أفكر في هذا لأتم به بحوثي في السيرة، فأما أن أجعله موضوع كتاب مستقل فذلك ما لم يدر بخلدي بادئ الرأي، فلما ذهبت إلى الحجاز وتجولت فيه تبينت أن ما قمت به من بحوث يتعدى السيرة إلى عصرنا الحاضر؛ لذلك رأيت من الخري أن أطالع القراء بكتاب مستقل يتناول ما رأيت، ويتناول ما أحسست به حين كررت بالزمن راجعا إلى عهد الرسول، وما كان بعد ذلك من حياة المسلمين في عهدهم الأول، ثم ما أصاب البلاد الإسلامية المقدسة بعد ذلك إلى وقتنا الحاضر، مع الإشارة الموجزة إلى ما أرجو أن يكون القدر قد خطه في لوحه لهذه البلاد العربية يوم ينصر الله دينه على الدين كله.
.......
وأختم هذا التقديم راجيًا أن يثمر هذا العمل من تقدير قومي ما يدعو جامعات الشرق العربي، وما يدعو الكتَّاب إلى مزيد من العناية بهذه البلاد الإسلامية المقدسة، ودراسة حاضرها وماضيها دراسة علمية دقيقة، وما يدعو المفكرين والساسة أولي العزم ليعملوا على إصلاح هذه البلاد، وليتخذوا من مكة أم القرى مقرا لعصبة أمم إسلامية، ألا لو فعل هؤلاء وأولئك ليكونن عملهم أعظم فوزٍ لهذا الكتاب، وليكونن فتح الله يومئذ للمؤمنين مبينًا.

## مقتطفات من الكتاب
عزم السفر
«وَمَا تَدْرِي نَفْسٌ مَّاذَا تَكْسِبُ غَدًا وَمَا تَدْرِي نَفْسٌ بِأَيِّ أَرْضٍ تَمُوتُ» (سورة لقمان - الآية 34)
في هذه الكلمات الحكيمة تمثَّل شعور الكثيرين من أصدقائي منذ أعلنت عزمي على الرحلة إلى الحجاز حاجا حتى ودعوني مسافرًا، وفيها كان يتمثل شعوري لو أن أحدا حدثني عن هذه الرحلة قبل خمس سنوات من قيامي بها، فلما كانت سنة 1931 وبدأت أكتب «حياة محمد» شعرت بعد التقدم فيها بالرغبة الملحة في الذهاب إلى الحجاز، ولما سيرت شركة مصر للملاحة البحرية باخرتها الأولى «زمزم» إلى الأماكن الإسلامية المقدسة في سنة 1934، علمت أن في نيتها تسيير هذه الباخرة في أكتوبر من تلك السنة كيما تطوع لمن شاء قضاء العمرة في شهر رجب، إذ ذاك لم أتردد وصممت على انتهاز الفرصة لتنفيذ ما اعتزمته، لكن قلَّة الإقبال على هذه الزيارة الرجبية لم تسمح بتسيير الباخرة فلم تتم الرحلة، وأسفت لفوات الفرصة، وبقيت على عزمي أن أزور الحجاز وبلاد العرب وأن أقوم فيهما بكل ما أستطيع من الدراسات.
.........
لم يخامرني ريب من أول وهلة في أن المحاضر هو صاحبي الأستاذ المجري «جون جرمانوس» الذي أسلم وتسمى باسم عبد الكريم جرمانوس؛ والذي جاء إلى مصر منذ عام فزارني غير مرة، ثم ذهب من مصر إلى الحجاز فقضى بها أشهر الحج وعاد فلقيني وقص عليَّ شيئًا مما مر به أثناء رحلته، فلما أتم إذاعته من «بودابست» أقفلت أداة «الراديو» وقد علاني الوجوم، وقلت في نفسي: أويكون هذا الأستاذ الأوروبي الحديث العهد بالإسلام أصدق عزما مني في زيارة الأماكن الإسلامية المقدسة؟! وهل تراه يطيق من مشقة الحج ما لا أطيق؟ وشعرت بما في ترددي من تجديف يجب أن يتنزه عنه إيماني بالله وثقتي بنفسي، إذ ذاك نضْوت عني كل ما عِلق من قبل بإرادتي، ولم أرتب لحظة في أن الله قدر عزم لي بهذا الحديث من «بودابست» بعد أن استخرته مخلصا واستعنته صادقًا. فلما اطمأن عزمي وقرت إرادتي عدت ألوم نفسي على ما كان من مخاوفها، وكيف أخاف اليوم وعهدي بنفسي أعظم ثقة بالله من أن أحجم دون ما أعتقده الحق أو الخير، أو أرجع عن أمر تعلقت به نيتي، وما البحر الأحمر واحتمال مخاوف الحرب فيه إذا قيس إلى سنة 1914؟! لقد كنت إذ ذاك محاميًا بالمنصورة، وكنت قد عقدت العزم مع صديق لي أن نقضي بعض الصيف بلبنان، وحددنا اليوم الثاني من شهر أغسطس موعدا لسفرنا على إحدى البواخر التي تبرح بورسعيد إلى بيروت؟ وبينما كنا نستقل القطار صبيحة ذلك اليوم من المنصورة إلى مرفأ سفرنا طالعتنا الصحف بأن الحرب شبت بين النمسا والصرب وروسيا وفرنسا بعد أن عجزت السياسة عن تسوية حادث «سرياچيڨو» بما يصون السلم ويحقن الدماء. وقدرت وصاحبي امتداد الحرب إلى عرض البحر الأبيض، ودار بخاطرنا أن نقضي أسابيع رياضتنا في بورسعيد، لكني ما لبثت حين داعبنا هذا الخاطر أن دفعته بأن في مقدورنا أن نركب الصحراء في عودتنا من لبنان إذا خيف البحر وتعذر ركوبه، وركوب الصحراء يومئذ كان معناه امتطاء ظهور الإبل، فلم تكن سكة الحديد قد مدت لفلسطين، ولم يكن السفر بالسيارات مألوفًا، وسافرنا إلى لبنان، فإذا تركيا تحشد جنودها، وإذا الأنباء تَترى بعد أيام بأن البواخر الذاهبة إلى مصر اضطربت مواعيد سفرها، مع ذلك لم تتغير ابتسامتي للحياة، وبقيت وصاحبي حتى أقلتنا باخرة جمع عليها المصطافون من مصر جميعا فحشروا فوقها زمرا.
العمرة بمكة
تخطينا جمرك جدة إلى الميدان الفسيح أمامه، ووقفنا إلى جانب سيارتنا ننتظر مرور متاعنا بتفتيش الجمرك، ولم يطل انتظارنا، بل أكاد أقول: إنَّا لم ننتظر؛ فلم يكن بالجمرك ما يشغل رجاله عنا غير متاع الأميرة خديجة حليم وحاشيتها، ولم يتناول التفتيش هذا المتاع ولم يتناول متاعنا، فمتاع الأميرة لا يفتش لأنه متاع الأميرة، ومتاعنا لم يفتش لأننا ضيوف وزير المالية ولعل متاع الحجاج لا يُفتش بوجه عام إلا لشبهة قويَّة اعتمادا على أن من جاء بيت الله حاجا لا يذكر ما يقرره عن متاعه إلا صادقًا وإنما أوفد وزير المالية رسوله إلينا وكنت ضيفه لمناسبة أذكرها، فقد كنت عائدا من بيروت إلى مصر في 19 سبتمبر سنة 1935 على الباخرة الإيطالية «أوزونيا»، وكان وزير المالية قادما يومئذ على هذه الباخرة من مصر إلى لبنان، وتقابلنا بها حين رست ببيروت، وجاء ذكر كتابي «حياة محمد»، وسألني أحد من حضروا المجلس: هل تعتزم زيارة الحجاز؟ ولما أجبت أن ذلك بعض ما يدور بخاطري منذ أعوام، طلب وزير المالية أن أكتب إليه متى صح عزمي على السفر، وكتبت إليه قبيل سفري، فأوفد إليَّ رسوله في مياه جدة يبلغني أنني في ضيافته.
وقفة عرفات
وجلست مكاني على سجادة صلاة سحبتها من داخل القبة، وتركت لتصوري عنانه، وقد ارتسم كل ما تشتمله السموات والأرض حولي في دخيلة نفسي، وانتقلت بهذا التصور في هنيهة من بيئة المكان إلى بيئة الزمن، وطويت القرون القهقرى إلى أكثر من ثلاثمائة وألف سنة مضت، وامتثلت النبي العربي محمدا ها هنا فوق عرفات في حجة وداعه، محرما كإحرامنا، ملبيًا كتلبيتنا، مستغفرا كاستغفارنا، خاضعا لله خضوعنا، عبدا لله كعبوديتنا له، امتثلت هذا النبي العربي وقد تخطى السنين، وقد فتح الله له فتحا مبينًا، وقد أسلم لدينه أهل مكة الذين حاربوه وأصحابه وأخرجوهم من ديارهم، وقد آن أن يكمل الله للمؤمنين دينهم ويتم عليهم نعمته، امتثلته واقفًا في هذا المكان على رأس مائة ألف من المسلمين بعد أن قطع إليه الطريق من يثرب إلى مكة محرما طوال هذه الطريق، سائقا هديه معه، مقيما على إحرامه أسبوعين كاملين، ملبيًا والمسلمون من ورائه.
بين الحياتين: المادية والروحية
أما وقد شهدت من مظاهر الحياة الروحية حيثما سرت في أثر النبي العربي ما شهدت، ورأيت كيف فعل الإيمان الأعاجيب في مواطن لولاه ما كان للإنسان بها طاقة، فما بال قوم في عصور وبلاد مختلفة جحدوا الحياة الروحية وكفروا بفضل الإيمان؟! أفكان الغرور؟! ولولا ذلك لرأوا من آيات الله ومن فضله على عباده المؤمنين ما لا يغيب عمن تأمل في خلق الله ومن ألقى السمع وهو شهيد. حق علينا إذ نلتمس لهذا السؤال جوابًا أن نذكر أمرا نعرفه جميعا وينساه أكثرنا، فقل من الناس من ينكر وجود الله، وأشد الملحدين غرورا وإمعانًا في الضلال يقولون بالطبيعة وسننها أو بالدهر وأحكامه، هؤلاء يمسكهم غرورهم حين تأملهم في الكائنات دون أن يحيطوا بالكون الذي لا يُعرف للزمان ولا للمكان فيه بدء ولا نهاية، وإن عرف الناس جميعا أن الكون يحول ويتطور إلى ما نعرف أقله، وما يغيب عنا أكثره، أما من خلا هؤلاء الطبيعيين والدهريين فأولئك يؤمنون بالله وإن أقروا كلهم مسلِّمين بأن عقلنا المحدود أضيق من أن يدرك كنهه تعالى، وسع كرسيه السموات والأرض، من هؤلاء في عصرنا كثيرون يثورون بتعاليم أورثتنا إياها عصور الانحلال؛ لانصراف الحظ الأوفر من هذه التعاليم إلى الجانب المادي من الحياة؛ ولأنها تُلبس الجانب الروحي ثوب المادة، وتنحدر لذلك به إلى حيث تأبَى العقول التي تثَقَّفت بالعلم فآمنت وزادها العلم إيمانًا، هؤلاء جديرون بأن تسمو حياتهم الروحية فوق حدود المادة وقيودها.

## نقد وتعليقات
كتب الدكتور وحيد عبد المجيد على موقع بوابة الاهرام في 28 أكتوبر 2020: «هذا كتاب لا مثيل له في مجال السيرة النبوية. كتاب امتزج فيه العلم والإيمان، والعقل الناقد والقلب المؤمن، فصار أجمل ما كُتب في هذا المجال أسلوبًا، وأعمقه موضوعًا، رغم أن مؤلفه ليبرالى الاتجاه»، وتابع الكاتب قائلاً: «أبدع في تعبيره عن المعانى التي استخلصها والمشاعر التي أحس بها في وقوفه عند آثار زمن الوحى، مثل جبل حراء والغار في قمته، ومسجد عدَّاس بالطائف، ومسجد العقبة، وجبل ثور والغار فيه، والمسجد النبوى وغيره من الآثار في المدينة، وميدان بدر حيث وقعت المعركة الأولى بين المسلمين وقريش، وغيرها. لقد أدى عدد مهول لا يحصى من المسلمين فريضة الحج عبر التاريخ. ولكن د. هيكل وحده الذي جعلها مصدر إلهام لعمل لا يُضاهَى مضمونًا وأسلوبًا».
كتب موقع القاهرة 24 في 23 أبريل 2022: «الكتاب رحلة في الأراضي المقدسة بالحجاز بلاد النبي الكريم، حيث يأخذنا الكاتب إلى توثيق تاريخي بأسلوب أدبي وشيق لهذه الأماكن. ويتناول الكتاب ما أحس به الكاتب في رحلته عندما عاد بالزمن راجعًا إلى عهد الرسول، وما كان بعد ذلك من حياة المسلمين في عهدهم الأول، ثم ما أصاب البلاد الإسلامية المقدسة بعد ذلك إلى وقتنا الحاضر، مع الإشارة الموجزة إلى ما أرجو أن يكون القدر قد خطه في لوحه لهذه البلاد العربية يوم ينصر الله دينه على الدين كله».
كتب حسين بافقيه في الصحيفة اليومية السعودية «مكة» في 31 أغسطس 2017: «لن ننزل كتاب» في منزل الوحب«، للدكتور محمد حسين هيكل، ما يستحقه من التاريخ ما لم نضعه في موضعه الملائم من كتب الرجل وحركة الأفكار التي تقلب فيها عصره»، ويتابع الكاتب قائلاً: «إن كتاب في منزل الوحي ليس كتاب رحلة كغيره من كتب الرحلات».
جاء على موقع «البوابة» في يوليو 2016: «الكتاب عبارة عن وثيقة تاريخية وأدبية فريدة تسمو بالنفس الإنسانية وترتفع بها إلى حيث يتمثل بالنبي، صلى الله عليه وسلم، في المكان الذي هبط فيه الوحي على النبي، في موطن الرسالة المحمدية، يتمثل مواضع أقدام النبي المصطفى ويرتفع بنفسه من دنس المعاصي إلى طهر الطاعة، فهي خواطر مليئة بالإيمان تبحر في أعماق ماضي هذه الأمة بصورة حديثة يرى فيها الكاتب عظمة الثقافة العربية، تلك العظمة التي كانت تغيب عن المؤلف ويتلمس الثقافة الغربية في كل مكان، فأراد أن ينقل هذه الحقيقة لكل مسلم».
كتب الدكتور سعيد عدنان على موقع نخيل عراقي في 22 سبتمبر 2021 مقالة تحت عنوان «محمد حسين هيكل رائد كريم»: «ومن أجل أن يتّصل تاريخ الأمّة مبنيّاً على الحقّ الواضح رجع يكتب معالم منه فكتب (حياة محمّد) و (منزل الوحي) و (الصّدّيق أبو بكر) متوخّياً أن يقيم، كأبناء جيله، صورة متماسكة لنشأة الإسلام وقيام دولته».
كتب الأستاذ الدكتور محمود محمد علي، رئيس قسم الفلسفة وعضو مركز دراسات المستقبل، على موقع صحيفة المثقف: «أتبع هيكل كتابه» حياة محمد«بكتاب بديع عن رحلته في أرض الحجاز بعنوان» في منزل الوحي«، كتبه بأسلوب رفيع، ووقف على الأماكن التي وقف فيها النبي -صلى الله عليه وسلم- يتلمس سيرة النبي -صلى الله عليه وسلم-، ويستخلص العبرة والمثل، والكتاب يجمع بين المشاهدة العيانية، والبحث التاريخي، والرؤية العاطفية في بيان خلاب، وعناية بأدق التفاصيل».

## وصلات خارجية
https://www.cairo24.com/1561914 في منزل الوحي
https://www.hindawi.org/books/18175075/ في منزل الوحي
https://gate.ahram.org.eg/News/2521196.aspx في منزل الوحي
https://www.youtube.com/watch?v=Z07aJsxvjbA في منزل الوحي